# Lorentzocassis
Lorentzocassis là một chi bọ cánh cứng trong họ Chrysomelidae.
Chi này được miêu tả khoa học năm 1913 bởi Spaeth.

## Các loài
Các loài trong chi này gồm:
- Lorentzocassis papuana Spaeth, 1913
- Lorentzocassis purpurascens (Spaeth, 1912)
- Lorentzocassis riedeli Borowiec, 2003